# Bosmuur
Bosmuur (Stellaria nemorum) is een kruidachtige, vaste plant uit de anjerfamilie (Caryophyllaceae). Bosmuur staat op de Belgische Rode lijst van planten als zeldzaam tot zeer zeldzaam.
De plant wordt 30–60 cm hoog en bloeit van mei tot juli. De vijf kroonbladen zijn wit, twee keer zo lang als de kelkblaadjes en tussen de 1 en 3 cm groot. Ze zijn bijna tot aan de voet gespleten. Muursoorten worden nog weleens verkeerd gedetermineerd omdat men denkt dat er tien kroonblaadjes zijn.
De ronde stengel is rondom of met twee rijen behaard. Bovenaan de stengel zitten enkele klierharen. De langgesteelde bladeren hebben een zwak hartvormige voet en zijn tot 7 cm lang en 4 cm breed. De bladeren aan de knoop onder de eerste vertakking van de bloeiwijze zijn meestal zittend of hebben een zeer korte bladsteel.

## Ecologie
Bosmuur komt voor op natte, enigszins rijke grond in loofbossen en heggen in Drenthe en langs beekoevers in Zuid-Limburg.

### Plantengemeenschap
De bosmuur is een kensoort voor het vogelkers-essenbos (Pruno-Fraxinetum).